# Erämaan Viimeinen
Erämaan Viimeinen är symphonic metal-gruppen Nightwishs artonde singel. Singeln släpptes den 22 november 2007. "Erämaan Viimeinen" är en version av den instrumentala låten "Last of the Wilds" från albumet Dark Passion Play men med en finsk text, framförd av Jonsu från bandet Indica.